# Тарбеев, Пётр Петрович
Пётр Петрович Тарбеев (1744—1810) — действительный тайный советник (1807). Сенатор. Стоял у истоков первых сельскохозяйственных школ (1797).
Начальное образование получил дома. В 1760  году поступил в лейб-гвардии Преображенский полк. В 1768 году произведён в прапорщики, в 1773 году — в поручики, в 1776 году — в капитан-поручики. В 1780 году уволен к статским делам. С 1780 по 1783 год числился «не у дел».
В 1783 году Тарбееву пожалован чин генерал-майора. С января 1783 по 1784 год — обер-полицмейстер Санкт-Петербурга. В 1784—1785 годах — санкт-петербургский гражданский губернатор. В марте 1785 году уволен с жалованием  «до определения к месту». В 1796 году был направлен в Особую комиссию, которая расследовала злоупотребления при строительстве южных крепостей в Одесском порту. В 1797 году пожалован чин генерал-лейтенанта. В том же году назначен в Экспедицию государственного хозяйства, опекунства иностранного и сельского домоводства, которой управляет с 1800 по 1893 год. Кроме того, с 1797 по 1809 год состоял в Межевом департаменте Сената. 
В 1798 и 1801 годах в Лифляндии расследовал причины падёжа скота и принимал меры по борьбе с эпидемией. В 1800 году был направлен в Киевскую губернию для расследования некоего секретного дела.
Упомянут в статье К. Г. фон Гейкина «Император Павел и его время». Записки курляндского дворянина. 1796—1801 / Пер. И. О. // , опубликованной в «Русская старина», 1887. — Т. 56. — № 11. — С. 365—394

## Награды
- Орден Святой Анны 1-й степени
- Орден Святого Иоанна Иерусалимского командорский крест[2]